# Beziehungen zwischen Nordmazedonien und den Vereinigten Staaten

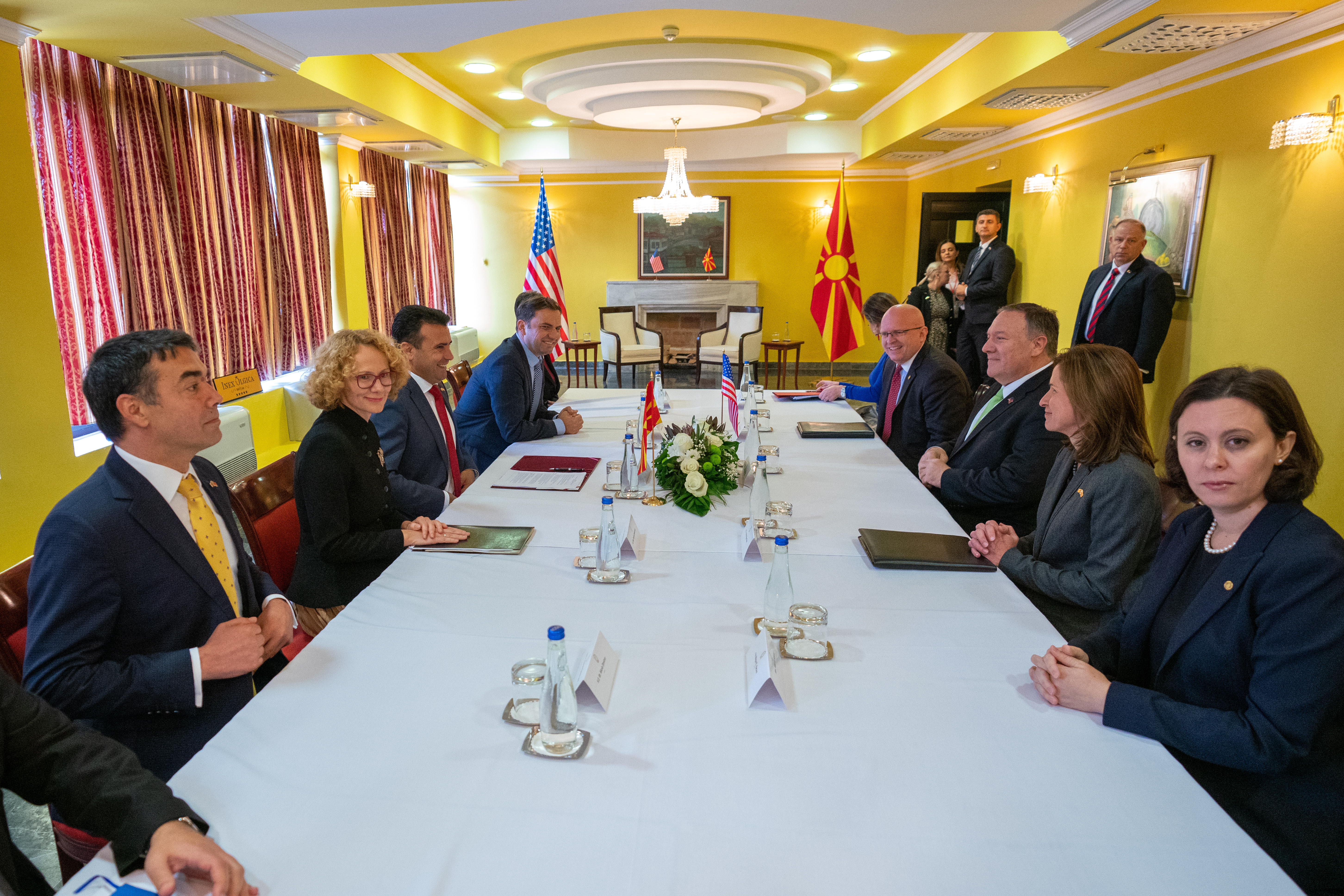
US-Außenminister Mike Pompeo und Nordmazedoniens Premier Zoran Zaev in Skopje (2019)

Die Beziehungen zwischen Nordmazedonien und den Vereinigten Staaten sind das zwischenstaatliche Verhältnis zwischen Nordmazedonien und den Vereinigten Staaten von Amerika (USA). Beide Staaten unterhalten freundschaftliche diplomatische, wirtschaftliche und kulturelle Beziehungen. Nordmazedonien ist seit März 2020 Mitglied der NATO und damit formeller Bündnispartner der USA. Im Mai 2008 unterzeichneten beide Länder eine gemeinsame Erklärung über strategische Partnerschaft und verstärkte Zusammenarbeit, in der die USA ihre Unterstützung für Nordmazedoniens Sicherheit und NATO-Integration betonten.

## Geschichte
Nach dem Zerfall Jugoslawiens erklärte Nordmazedonien 1991 seine Unabhängigkeit. Die USA erkannten die neue Republik jedoch zunächst wegen des Streits um den Staatsnamen nicht unter ihrem konstitutionellen Namen an. Am 9. Februar 1994 erkannten die Vereinigten Staaten Nordmazedonien unter der vorläufigen Bezeichnung „Ehemalige Jugoslawische Republik Mazedonien“ offiziell an und nahmen 1995 volle diplomatische Beziehungen auf. Eine US-Verbindungsstelle in Skopje wurde 1996 in eine reguläre Botschaft umgewandelt, und im Juli 1996 traf der erste US-Botschafter ein. In den folgenden Jahren unterstützten die USA die junge Republik politisch und wirtschaftlich mit umfangreicher Entwicklungshilfe. Im Jahr 2001 kam es in Mazedonien zu einem bewaffneten Konflikt mit albanischen Rebellen. Die Vereinigten Staaten und die Europäische Union vermittelten gemeinsam mit der NATO eine friedliche Lösung; das westlich vermittelte Ohrider Rahmenabkommen vom August 2001 beendete den drohenden Bürgerkrieg und garantierte den albanischen Minderheiten mehr Rechte.
Am 4. November 2004 erkannten die USA Nordmazedonien entgegen dem Widerstand Griechenlands offiziell unter seinem verfassungsmäßigen Namen „Republik Mazedonien“ an. 2005 wurde das Land EU-Beitrittskandidat; den angestrebten NATO-Beitritt konnte Nordmazedonien zunächst nicht erreichen, da Griechenland im April 2008 sein Veto einlegte. Als Reaktion bekräftigten die USA ihre Unterstützung und schlossen am 7. Mai 2008 die Erklärung über die strategische Partnerschaft mit Nordmazedonien ab. Darin sagten die USA dem Land weitere Zusammenarbeit in den Bereichen Sicherheit, Militär, Handel und Kultur zu. Nach der Lösung des Namensstreits durch das Prespa-Abkommen von 2018 änderte das Land seinen Namen in „Republik Nordmazedonien“. Im März 2020 trat Nordmazedonien der NATO bei und wurde damit zum 30. Mitgliedstaat des Bündnisses.

## Kulturbeziehungen
Zum kulturellen Austausch zwischen beiden Staaten tragen mehrere Programme bei. So entsendet das Fulbright-Programm regelmäßig nordmazedonische Studenten und Wissenschaftler in die USA bzw. US-Amerikaner nach Nordmazedonien. Seit 1996 ist das US-Freiwilligenkorps Peace Corps in Nordmazedonien aktiv; insgesamt haben über 880 amerikanische Peace-Corps-Volontäre in Schulen, Gemeinden und Organisationen des Landes mitgearbeitet. In Nordmazedonien bestehen außerdem fünf vom US-Außenministerium geförderte „American Corners“ (u. a. in Skopje, Bitola und Tetovo), die als Kultur- und Informationszentren dienen.
Es bestehen auch vielfältige personelle und gesellschaftliche Verbindungen. In den Vereinigten Staaten leben schätzungsweise rund 65.000 Menschen nordmazedonischer Herkunft, vor allem in Ballungsräumen wie Detroit, Chicago, New York und Cleveland. Diese mazedonisch-amerikanische Diaspora pflegt die Heimatkontakte und trägt zu den bilateralen Beziehungen bei, beispielsweise durch Kulturvereine und Lobbyarbeit. Umgekehrt sind auch US-amerikanische Nichtregierungsorganisationen in Nordmazedonien aktiv; so fördert die US-Entwicklungsbehörde USAID seit den 1990er Jahren zahlreiche Projekte zur Demokratieförderung, Rechtsstaatsentwicklung und wirtschaftlichen Reform in Nordmazedonien.

## Militärbeziehungen
Die militärischen Beziehungen sind eng, insbesondere seit Nordmazedonien NATO-Mitglied ist. Bereits 1995 trat das Land dem Programm Partnership for Peace bei, und ab 1999 beteiligte es sich am Membership Action Plan der NATO. Nordmazedonien war in den 2000er Jahren ein wichtiger regionaler Partner der USA bei internationalen Militäreinsätzen. Es erleichterte die Logistik der NATO-Friedenstruppe im Kosovo und entsandte eigene Soldaten sowohl zur US-geführten Koalition im Irakkrieg als auch zur ISAF-Mission in Afghanistan. Gemessen an der Bevölkerungszahl gehörte Nordmazedonien zu den Staaten mit den höchsten Truppenkontingenten in diesen Einsätzen (2000 Soldaten in Afghanistan auf dem Höhepunkt). Auch nach dem NATO-Beitritt engagiert sich das Land militärisch: Nordmazedonien erfüllt das NATO-Ziel, 2 % des BIP für Verteidigung aufzuwenden, und beteiligt sich an Allianz-Missionen wie der KFOR-Friedenstruppe im Kosovo sowie multinationalen NATO-Bataillonen in Osteuropa.

## Wirtschaftsbeziehungen
Die wirtschaftlichen Beziehungen zwischen beiden Ländern sind verhältnismäßig gering. Im Jahr 2022 betrug das bilaterale Handelsvolumen (Warenhandel) nur etwa 275,8 Millionen US-Dollar, wobei die US-Exporte nach Nordmazedonien 48,7 Mio. $ ausmachten. Wichtigste nordmazedonische Exportgüter in die USA sind Tabak, Textilien sowie Eisen- und Stahlprodukte, während Nordmazedonien aus den USA vor allem Maschinen, elektrotechnische Ausrüstung und chemische Erzeugnisse importiert. Einige US-Unternehmen haben in Nordmazedonien investiert, insbesondere in den Sektoren Leichtindustrie und Informationsdienstleistungen. Nordmazedonien ist seit 2003 Mitglied der Welthandelsorganisation (WTO) und seit 2006 durch ein Investitionsschutzabkommen mit den USA verbunden.

## Diplomatische Standorte
Die Vereinigten Staaten unterhalten eine Botschaft in Skopje. Nordmazedonien verfügt über eine Botschaft in Washington, D.C. sowie Generalkonsulate in Chicago und Detroit.